# کونستانتینوس دیمیتریادیس

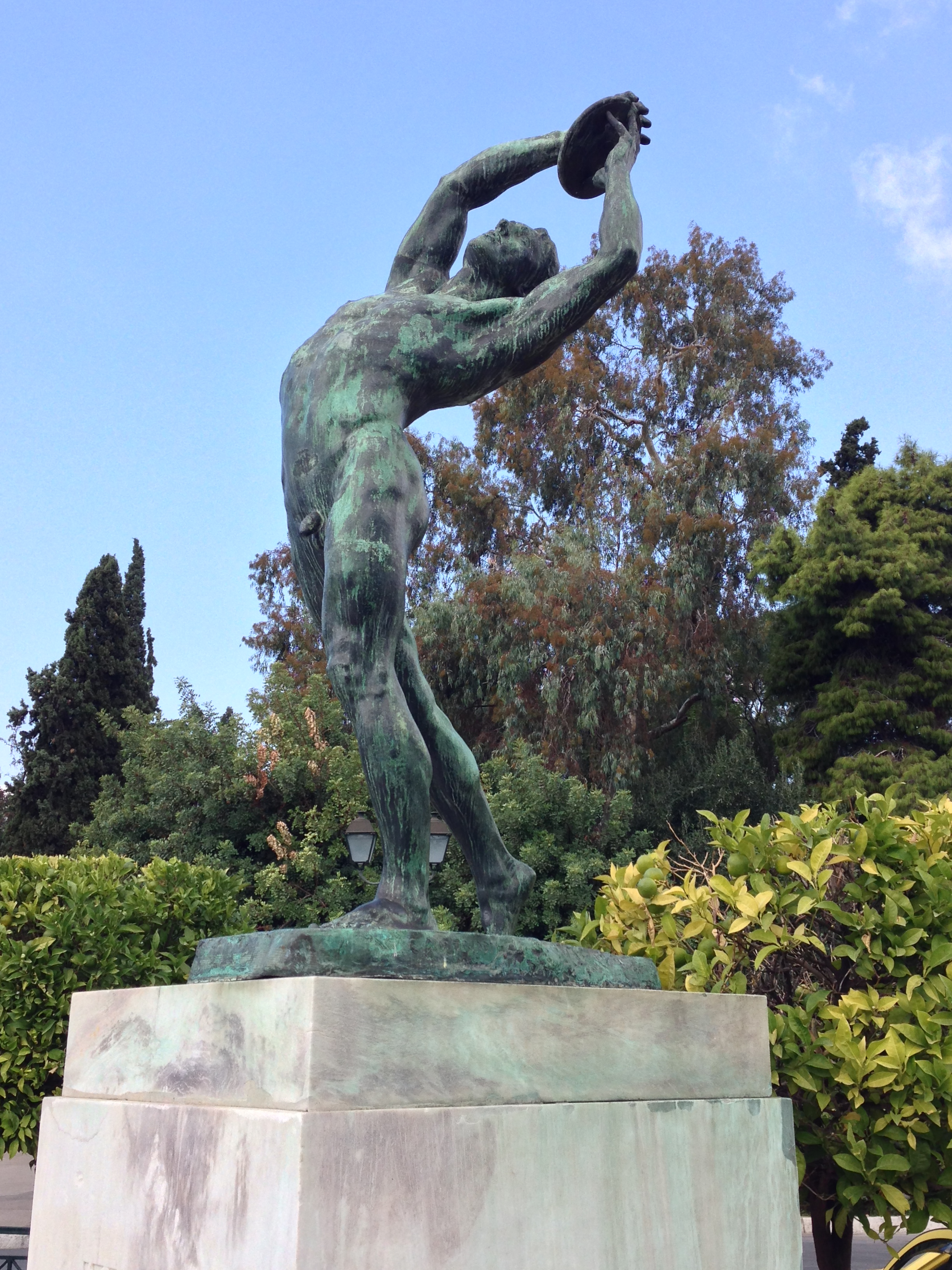
مجسمه «مرد عریان» ساخته کونستانتینوس دیمیتریادیس

کونستانتینوس دیمیتریادیس (انگلیسی: Konstantinos Dimitriadis; ۱ ژانویهٔ ۱۸۸۱ – ۲۸ اکتبر ۱۹۴۳) مجسمه‌ساز اهل یونان بود. 
وی در مسابقات هنری بازی‌های المپیک تابستانی ۱۹۲۴ به مدال طلا دست پیدا کرده‌است.